# Казарма (Пермский край)
Казарма — деревня в Кунгурском районе Пермского края в составе Голдыревского сельского поселения.

## География
Деревня находится в южной части Кунгурского района примерно в 16 километрах от центра Кунгура на юг-юго-восток.

## Климат
Климат умеренно-континентальный с продолжительной снежной зимой и коротким, умеренно-тёплым летом. Средняя температура июля составляет +17,8 0С, января −15,6 0С. Среднегодовая температура воздуха составляет +1,3 °С. Средняя продолжительность периода с отрицательными температурами составляет 168 дней и продолжительность безморозного периода 113 дней. Среднее годовое количество осадков составляет 539 мм.

## История
Известна с 1904 года как деревня Казарма (Полуэтап). Бывшее место отдыха арестантов на этапах передвижения в Сибирь.

## Население
Постоянное население составляло 126 человек в 2002 году (93 % русские), 83 человека в 2010 году.